# Cansema

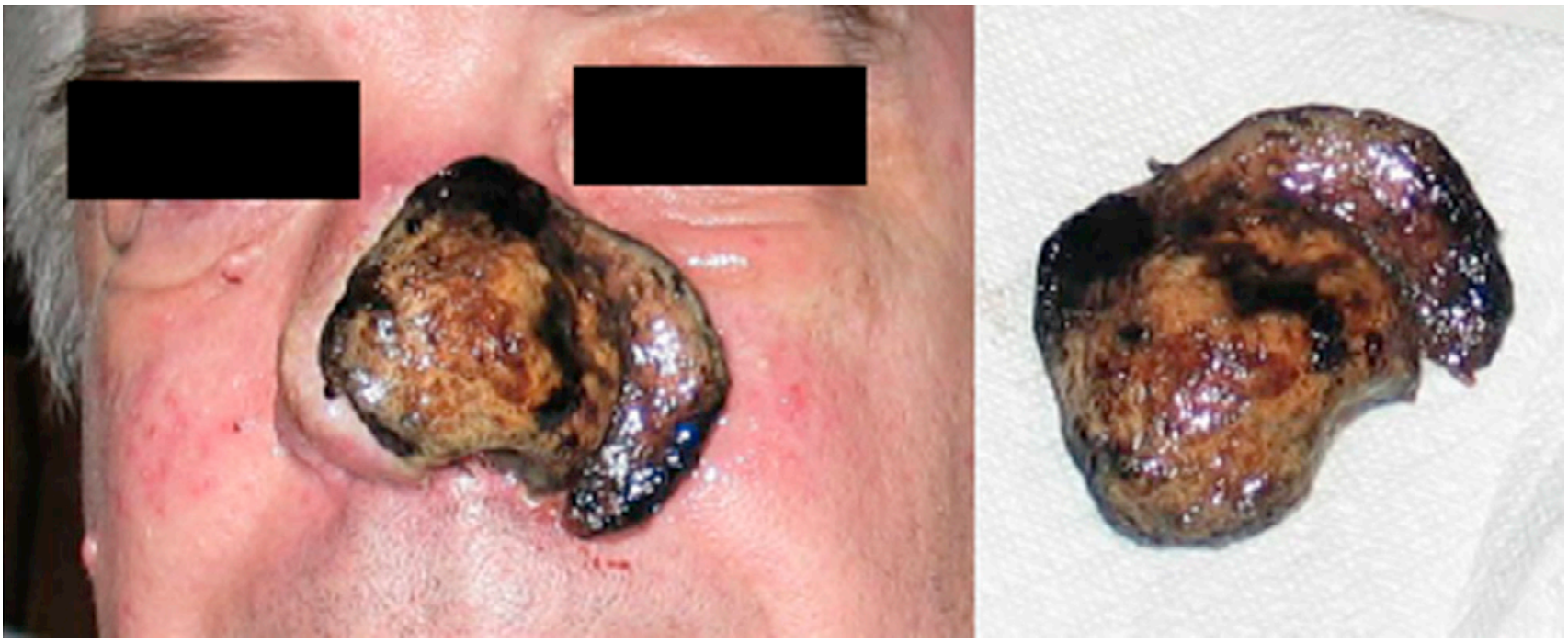
Necrose da narina esquerda e do tecido adjacente, ocasionada pela aplicação de uma pomada corrosiva denominada "black salve," empregada no contexto de um melanoma suspeito

Cansema é uma marca popular de um perigoso e ineficaz tratamento alternativo de câncer. 